# Кампонгтям (город)
Кампонгтя́м (кхмер. ក្រុងកំពង់ចាម) — город в Камбодже, административный центр провинции Кампонгтям, третий по численности населения город в стране с населением в 63,771 человек (2006), располагается на берегу Меконга в 124 км к северо-востоку от Пномпеня. Добраться от столицы до Кампонгтяма можно за 2.5 часа либо по реке, либо по Национальному шоссе № 7.
Кампонг означает «берег», тям — название народности тямов, которые населяют город.

## Фотогалерея

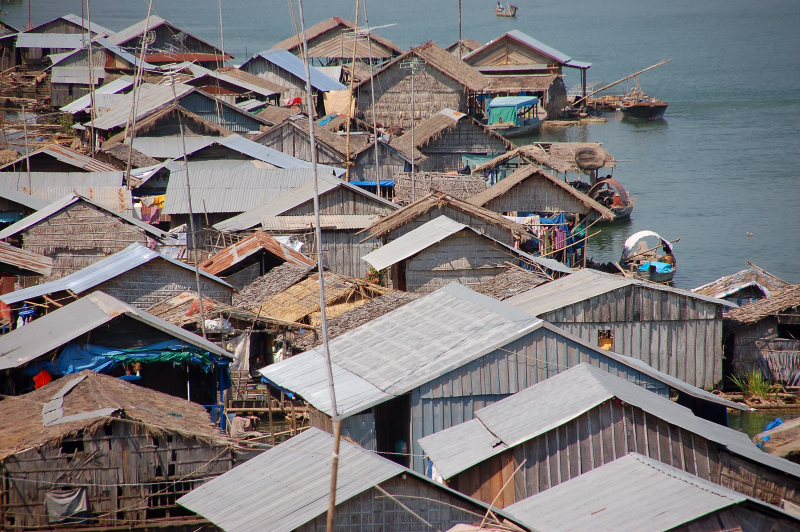
Плавучая деревня в окрестностях Кампонгтяма
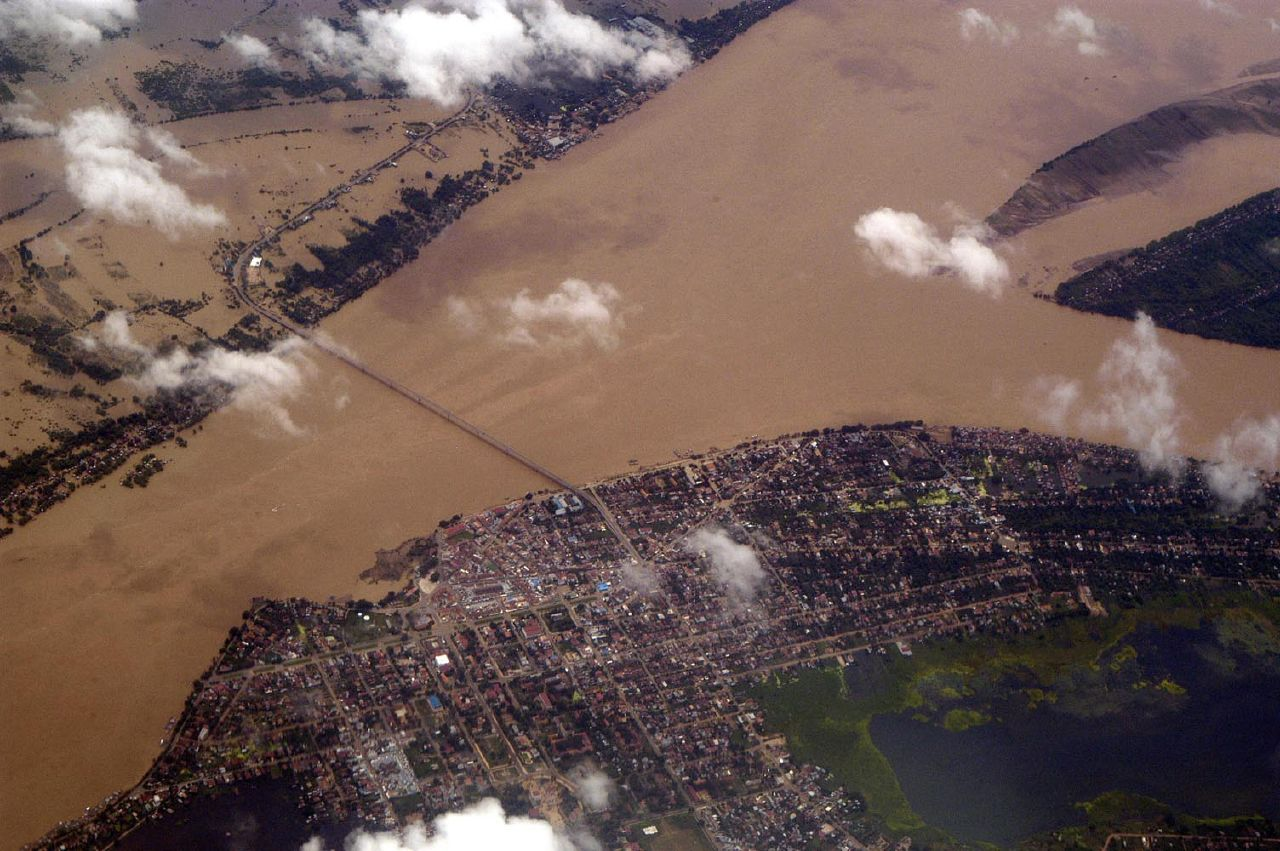
Кампонгтям – вид сверху